# Arrakis
Arrakis — рід цвіркунів родини Gryllidae. Містить 2 види.

## Поширення
Обидва види є ендеміками Австралії: один вид поширений в Західній Австралії, другий — у Квінсленді.

## Види
- Arrakis mabanuria (Otte & Alexander, 1983)
- Arrakis yurgama (Otte & Alexander, 1983)